# Euchirella galeata
Euchirella galeata är en kräftdjursart som beskrevs av Giesbrecht 1888. Euchirella galeata ingår i släktet Euchirella och familjen Aetideidae. Inga underarter finns listade i Catalogue of Life.